# Senat von Vermont

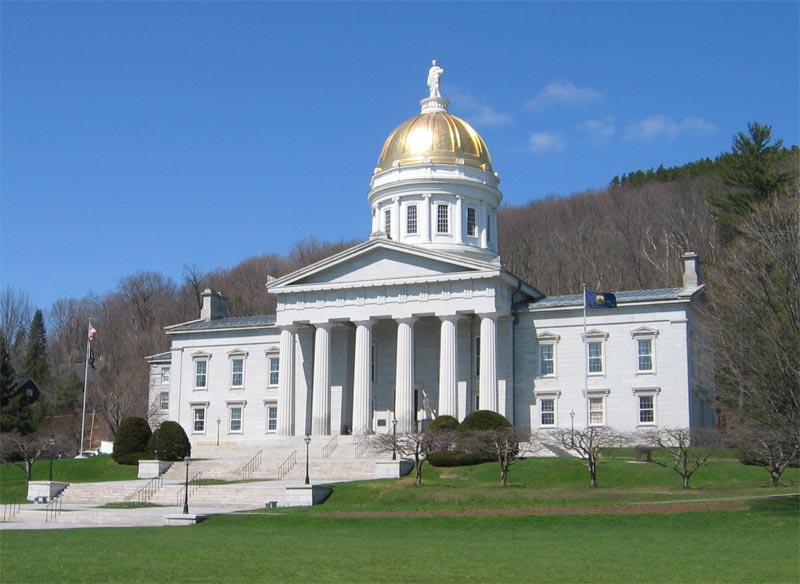
Vermont State House in Montpelier

Der Senat von Vermont (Vermont State Senate) ist das Oberhaus der Vermont General Assembly, der Legislative des US-Bundesstaates Vermont.
Die Parlamentskammer setzt sich aus 30 Senatoren zusammen. Davon stellen drei Wahldistrikte jeweils einen, sechs jeweils zwei, drei jeweils drei und einer sechs Senatoren. Jeder dieser Senatoren steht für durchschnittlich 20.300 Einwohner. Die Senatoren werden jeweils für zweijährige Amtszeiten gewählt; eine Beschränkung der Amtszeiten existiert nicht. Der Sitzungssaal des Senats befindet sich gemeinsam mit dem Repräsentantenhaus im Vermont State House in der Hauptstadt Montpelier.

## Aufgaben des Senats
Wie in den Oberhäusern anderer Bundesstaaten und Territorien sowie im US-Senat fallen dem Senat von Vermont im Vergleich zum Repräsentantenhaus spezielle Aufgaben zu, die über die Gesetzgebung hinausgehen. So obliegt es dem Senat, Nominierungen des Gouverneurs in dessen Kabinett, weitere Ämter der Exekutive sowie Kommissionen und Behörden zu bestätigen oder zurückzuweisen.

## Struktur der Kammer
Präsident des Senats ist der jeweils amtierende Vizegouverneur. An Abstimmungen nimmt er nur teil, um bei Pattsituationen eine Entscheidung herbeizuführen. In Abwesenheit des Vizegouverneurs steht der jeweilige Präsident pro tempore den Plenarsitzungen vor. Dieser wird von der Mehrheitsfraktion des Senats gewählt und später durch die Kammer bestätigt. In der aktuellen Sitzungsperiode (seit 6. Januar 2021) ist Vizegouverneurin und Senatspräsidentin die Demokratin Molly Gray, Präsidentin pro tempore die Demokratin Becca Balint aus dem Wahldistrikt Windham.
Zur Mehrheitsführerin (Majority leader) der Demokraten wurde Alison Clarkson, Wahldistrikt Windsor, gewählt; Oppositionsführer (Minority leader) ist der Republikaner Randy Brock aus dem Wahldistrikt Franklin.

## Zusammensetzung der Kammer
| Partei   | Partei                    | Abgeordnete |
| -------- | ------------------------- | ----------- |
|          | Demokratische Partei      | 20          |
|          | Republikanische Partei    | 8           |
|          | Vermont Progressive Party | 2           |
| Summe    | Summe                     | 30          |
| Mehrheit | Mehrheit                  | 12          |